# Tiruchendur
Tiruchendur là một thị xã panchayat của quận Toothukudi thuộc bang Tamil Nadu, Ấn Độ.

## Nhân khẩu
Theo điều tra dân số năm 2001 của Ấn Độ, Tiruchendur có dân số 29.330 người. Phái nam chiếm 50% tổng số dân và phái nữ chiếm 50%. Tiruchendur có tỷ lệ 79% biết đọc biết viết, cao hơn tỷ lệ trung bình toàn quốc là 59,5%: tỷ lệ cho phái nam là 82%, và tỷ lệ cho phái nữ là 76%. Tại Tiruchendur, 12% dân số nhỏ hơn 6 tuổi.